# Johann Jakob Heckel

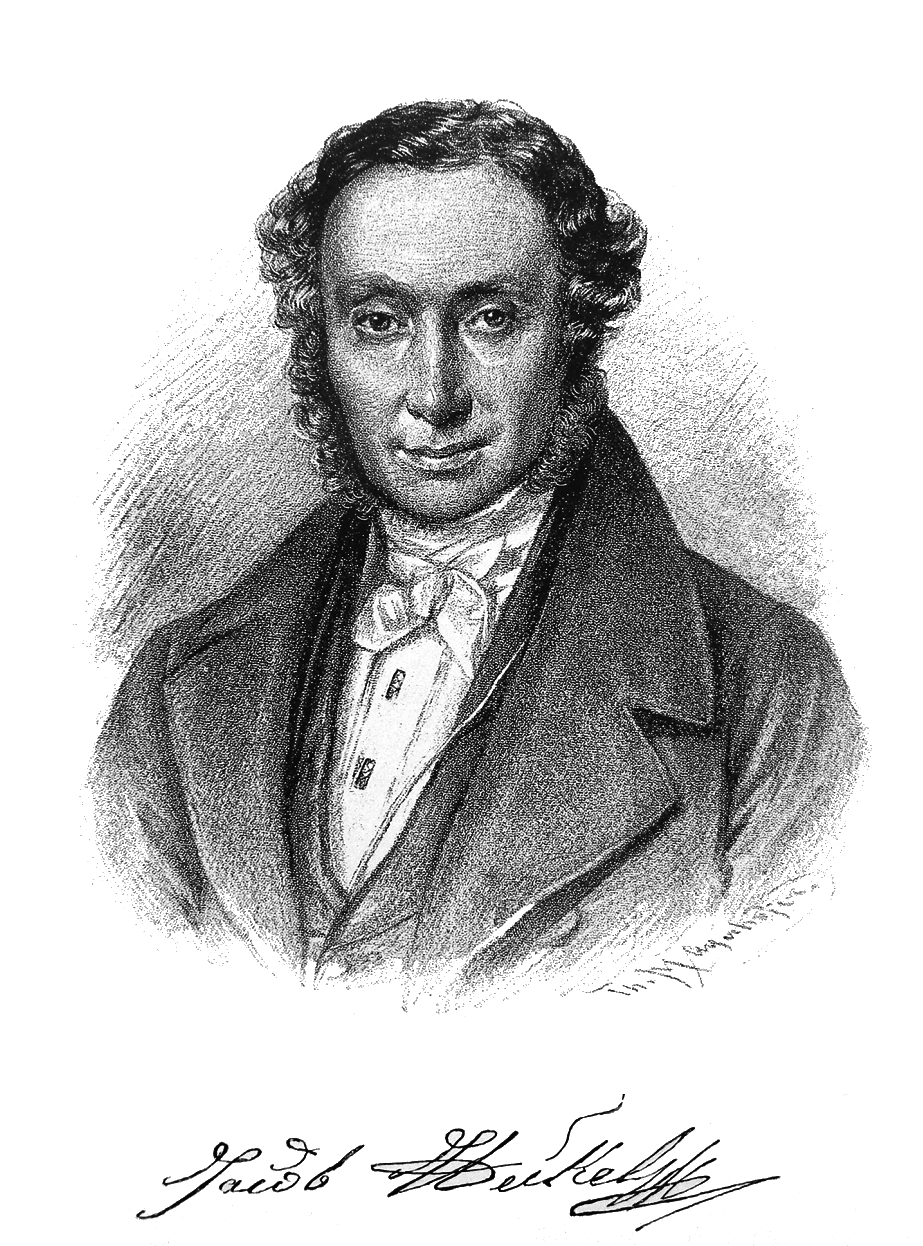
Johann Heckel

Johann Jakob Heckel (Mannheim, 23 januari 1790 – Wenen, 1 maart 1857) was een Oostenrijks zoöloog en ichtyoloog.

## Levensloop
Na zijn studie landbouwkunde richtte Heckel zich op de natuurwetenschappen, met het accent op botanica en ornithologie. Hij was een voortreffelijk tekenaar en preparateur. Later specialiseerde hij zich op de ichtyologie. Hij werkte samen met de grote ichtyologen uit deze tijd, onder wie Georges Cuvier, Achille Valenciennes en Charles Lucien Jules Laurent Bonaparte.
Bekendheid geniet zijn werk aan de cichliden-verzameling van zijn collega Johann Natterer, die deze op een reis naar Brazilië had verzameld.
Heckel overleed aan de gevolgen van een bacteriële infectie, die hij waarschijnlijk had opgelopen bij de berging van een walvisskelet.

## Overlijden
Johann Jakob Heckel overleed in maart 1857 op 67-jarige leeftijd.
- Bibsys: 1064227
- Gemeinsame Normdatei: 132569167
- International Standard Name Identifier: 0000 0000 2257 5172
- Library of Congress Control Number: no2019016982
- Nationale Bibliotheek van Tsjechië: mub2015855732
- Nederlandse Thesaurus van Auteursnamen: 151553688
- Istituto Centrale per il Catalogo Unico: UBOV434450
- SNAC: w6xb4z8b
- Système universitaire de documentation: 154247766
- Virtual International Authority File: 23303881
- WorldCat: E39PBJw4xfpMxWdjh8kdpWCvpP